# Walter Rangeley
Walter Rangeley, född 14 december 1903 i Salford, död 16 mars 1982, var en brittisk friidrottare.
Rangeley blev olympisk silvermedaljör på 200 meter vid sommarspelen 1928 i Amsterdam.